# Ципикан (река)
Ципика́н — река в России, протекает по территории Баунтовского эвенкийского района Республики Бурятия.
Длина — 329 км, площадь водосборного бассейна — 6710 км², уклон — 3,19 м/км.
Берёт начало с Икатского хребта двумя истоками, на высоте 2107 метров над уровнем моря и сначала течёт на восток и северо-восток. В нижнем течении направление меняется на северное и северо-западное, ширина реки здесь 58—77 м, глубина — 1,5—2,0 м, дно твёрдое, скорость течения — 0,5—0,8 м/с. Впадает в озеро Баунт. Высота устья — 1059 м над уровнем моря.
Заболоченность водосбора, географически приуроченного к западной оконечности Витимского плоскогорья, составляет 15 %, залесённость — 60 %, озёрность — 2 % (863 озера общей площадью зеркала 114 км²).
Замерзает во второй декаде октября, ледостав продолжается 210—220 дней. В морозные зимы промерзает на перекатах, толщина льда — до 1,5 метров, наблюдаются мощные наледи. Вскрывается в конце апреля, ледоход длится около 7 дней. Средняя продолжительность весеннего половодья — 45 дней (с 10 мая до конца июня, 25 % годового стока), дождевых паводков — 15—18 дней.
По данным наблюдений с 1960 по 1990 год среднегодовой расход воды в районе посёлка Ципикан (87 км от устья) составляет 36,88 м³/с при среднем минимальном 8,91 м³/с и среднем максимальном 77,24 м³/с. Максимальный расход 453 м³/с зафиксирован в июле 1973 года.
Основные притоки — Талой и Горбылок. В бассейне ведётся добыча россыпного золота.
Система водного объекта: Баунт → Ципа.
| Средний расход воды (м³/с) реки Ципикан по месяцам с 1960 по 1990 гг. (замеры производились на гидрологическом посту в районе п. Ципикан, в 87 км от устья) |

## Данные водного реестра
По данным государственного водного реестра России и геоинформационной системы водохозяйственного районирования территории РФ, подготовленной Федеральным агентством водных ресурсов:
- Бассейновый округ — Ленский
- Речной бассейн — Лена
- Речной подбассейн — Витим
- Водохозяйственный участок — Витим от водомерного поста с. Калакан до водомерного поста с. Спицино